# ثمان كوميديات وثمان فواصل تمثيلية
ثمان كوميديات وثمان فواصل تمثيلية (بالإسبانية:  Ocho comedias y ocho entremeses)‏ مجلد للأديب الإسباني ميجيل دي ثيربانتس، تم نشره في 25 يوليو عام 1615. وأظهر هذا المجلد موهبة ثيربانتس في الكتابة المسرحية، حيث قام بجمع أعماله التي لم تقدم للجمهور في هذا المجلد. والكوميديا هي مسرحية ذات طابع فكاهي تمت كتابتها بغرض التسلية وإحداث الشعور بالبهجة. والفواصل هي مسرحيات قصيرة كتبت للعرض بين فصول الكوميديات الكبيرة. وكانت هذه النصوص عبارة عن خليط بين عناصر من السيرة الذاتية والإشارات إلى التقاليد الإسبانية وقتها. والثمانية فواصل عبارة عن ست قطع نثرية قصيرة إضافة إلى قطعتين من الشعر. ويعتقد بعض النقاد أن هذه الفواصل قد تحوي بعضًا من الموضوعات والتقنيات المأخوذة من الرواية، إضافة إلى عدد كبير من الشخصيات المعقدة من خلال دمج الجدية بالمزاح.

## المحتوى

### الأعمال الكوميدية
1. الإسباني الشجاع[2]
2. بيت الغيرة[3]
3. سجون الجزائر[4]
4. المحظوظ الهمجي[5]
5. السلطانة الأم[6]
6. متاهة الحب[7]
7. المسلية[8]
8. بيدور دي أورديمالاس[9]

### الفواصل التمثيلية
1. قاضي محكمة الطلاق[10]
2. الأرمل الهمجي[11]
3. انتخاب عمداء دجانثو[12]
4. الحارس الحذر[13]
5. الباسكي المتظاهر[14]
6. عجائب الدنيا[15]
7. كهف سالامنكا[16]
8. العجوز الغيور[17]